# Adele Younghusband
Pour les articles homonymes, voir Younghusband.
Adela Mary Younghusband, née Roche, le 3 avril 1878 à Te Awamutu et morte le 3 avril 1969 à Auckland, connue sous le nom d'Adele Younghusband, est une peintre et photographe néo-zélandaise.

## Biographie
Adela Mary Roche est née à Te Awamutu le 3 avril 1878, d'Emily Adela Malcolm, sœur de l'artiste Fanny Osborne (en), et de Hungerford Roche, fermier et politicien local. Elle peint et dessine très tôt ; et elle commence à étudier la photographie très jeune, contre l'avis de ses parents. Elle prend également des cours auprès de l'artiste Horace Moore-Jones (en). Le 1er août 1905, elle épouse Frank Younghusband à Christchurch. Ils auront trois enfants, une fille et deux fils, avant de divorcer vers 1917.
Pour subvenir aux besoins de ses enfants, elle se remet à la photographie. Après avoir travaillé comme retoucheuse de photographie à Hamilton, Younghusband devient membre de la Auckland Society of Arts en 1909. En 1919, elle commence à diriger un studio photographique à Whangarei et s'impose comme une photographe portraitiste à succès. Avec l'artiste George Woolley, Younghusband aide à établir la Whangarei Art and Literary Society et agit en tant que secrétaire. Elle met fin à son association avec Woolley en 1927 et part s'installer à Dargaville.
Entre 1926 et 1936, la culture maorie est un sujet omniprésent dans sa peinture.
Younghusband se réinstalle à Hamilton vers 1934. En août 1934, avec Ida Carey (en), elle organise la réunion inaugurale de la Waikato Society of Arts à Hamilton. Elle en devient la secrétaire et la représente à l'Association of New Zealand Art Societies. À la fin des années 1930, elle s'intéresse au surréalisme abstrait et étudie avec George Bell à Melbourne. En 1964, elle est nommée membre à vie de la Waikato Society of Arts.

### Vie privée
Après sa séparation avec son mari, elle doit s'occuper seule de ses enfants. Frank Younghusband meurt en 1921. Sa mort est suivie par celle de leur fille Joyce, trois ans plus tard, en 1924,.
Adele Younghusband meurt à Auckland, le 3 avril 1969 à l'âge de 91 ans.

## Œuvres dans les collections publiques
- Waikato Museum (en), Hamilton[6]
- Musée de Nouvelle-Zélande Te Papa Tongarewa, Wellington[7]
- Whangārei Art Museum, Whangārei[8]